# Jordanoleiopus orientalis
Jordanoleiopus orientalis es una especie de escarabajo longicornio del género Jordanoleiopus, tribu Acanthocinini, familia Cerambycidae. Fue descrita científicamente por Breuning en 1957.

## Distribución
Se distribuye por Uganda.

## Descripción
La especie mide 5,5 milímetros de longitud. El período de vuelo ocurre en el mes de enero.